# Wiśniowiecki

Stemma del casato Wiśniowiecki

Il casato Wiśniowiecki è una importante famiglia nobile polacca di origine rutena. La forma femminile del nome è Wiśniowiecka.

## Storia
La tradizione di famiglia farebbe risalire la loro discendenza ai Gediminidi, ma gli storici moderni ritengono che ci siano ulteriori prove per una loro discendenza dai Rjurikidi. Secondo la teoria della discendenza Gediminide, l'antenato della famiglia fu il duca Kaributas (ruteno:  Dymitr Korybut ), figlio del Granduca di Lituania, Algirdas. In seguito ad una ribellione Kaributas fu privato del Ducato di Severia e imprigionato. Rilasciato poco dopo, fu trasferito in Volinia e Podolia dove gli fu dato il compito di governare le città di Vinnycja e Kremenec', mentre Zbaraž gli fu assegnata come appannaggio privato. All'inizio Zbaraž fu ereditata dal figlio Ivan, ma nel 1434 passò ad un altro figlio di Korybut, Fedor di Nieśwież. Quest'ultimo divenne il progenitore di famiglie principesche come i Porycki, Woronecki, Zbarazski. Nel XV secolo la famiglia Wiśniowiecki si separò dagli Zbarazski.
Il luogo della famiglia era la città di Wiśniowiec (ora Vyšnivec'). All'inizio le tenute di Wiśniowiecki si trovavano prevalentemente in Volinia, ma dal 1580 inclusero anche proprietà  nella riva sinistra ucraina, intorno a Lubny e Romny, che in passato appartenevano ai principi Glinski e Daumantas.
Dai tempi della nobiltà rutena, detennero il titolo di "Kniaz" (principe). Verso la fine del XVI secolo, la famiglia si convertì dall'Ortodossia al Cattolicesimo e venne polonizzata. Acquisirono molta importanza nella Confederazione polacco-lituana, con vasti possedimenti dal XVI al XVIII secolo nei territori dell'attuale Ucraina, in particolare la città di Vyšnivec' ("Wiśniowiec"). Le loro proprietà erano così vaste e la loro posizione così potente che erano conosciuti come i più potenti dei magnati - i cosiddetti "piccoli re" ("królewięta"). La loro sede ancestrale era il Castello di Vyšnivec'.
L'età d'oro della famiglia fu il XVII secolo, quando i suoi membri accumularono molte ricchezze ed influenza, ricoprendo numerosi incarichi importanti all'interno della Confederazione. I membri più importanti di questa famiglia furono Michele I, re di Polonia e Granduca di Lituania dal 1669 al 1673, e suo padre Jeremi Wiśniowiecki.

## Membri importanti
- Jeremi Wiśniowiecki (1612-1651), principe polacco, comandante militare e funzionario (Starosta, Voivoda);
- Michele Korybut, (1640-1673), principe polacco, re di Polonia e granduca di Lituania.